# Associazione Calcio Rondinella Marzocco Firenze 1984-1985
Questa pagina raccoglie le informazioni riguardanti la Rondinella Marzocco nelle competizioni ufficiali della stagione 1984-1985.

## Rosa
| N. |                   | Ruolo | Calciatore        |
| -- | ----------------- | ----- | ----------------- |
|    | Italia (bandiera) | C     | Armando Aguzzoli  |
|    | Italia (bandiera) | C     | Salvadore Bacci   |
|    | Italia (bandiera) | A     | Attilio Bardi     |
|    | Italia (bandiera) | C     | Luca Bartolini    |
|    | Italia (bandiera) |       | Brandi            |
|    | Italia (bandiera) | D     | Antonio Di Curzio |
|    | Italia (bandiera) | A     | Claudio Di Prete  |
|    | Italia (bandiera) | C     | Paolo Frara       |
|    | Italia (bandiera) | C     | Antonio Germano   |
|    | Italia (bandiera) | D     | Marco Gori        |

| N. |                   | Ruolo | Calciatore        |
| -- | ----------------- | ----- | ----------------- |
|    | Italia (bandiera) | P     | Marco Landucci    |
|    | Italia (bandiera) | A     | Primo Luccini     |
|    | Italia (bandiera) | D     | Marco Marchi      |
|    | Italia (bandiera) | P     | Franco Merendi    |
|    | Italia (bandiera) | D     | Roberto Mozzini   |
|    | Italia (bandiera) |       | Nicassio          |
|    | Italia (bandiera) | C     | Stefano Perugini  |
|    | Italia (bandiera) | A     | Antonio Piconi    |
|    | Italia (bandiera) | D     | Antonio Strano    |
|    | Italia (bandiera) | D     | Alessio Torracchi |

## Risultati

### Campionato

#### Girone di andata
| 23 settembre 1984 1ª giornata | Asti TSC | 0 – 1 | Rondinella |  |

| 30 settembre 1984 2ª giornata | Rondinella | 1 – 2 | Lanerossi Vicenza |  |

| 7 ottobre 1984 3ª giornata | Livorno | 0 – 0 | Rondinella |  |

| 14 ottobre 1984 4ª giornata | Rondinella | 1 – 1 | Reggiana |  |

| 21 ottobre 1984 5ª giornata | Jesi | 0 – 2 | Rondinella |  |

| 28 ottobre 1984 6ª giornata | Pistoiese | 2 – 2 | Rondinella |  |

| 1º novembre 1984 7ª giornata | Rondinella | 0 – 0 | Piacenza |  |

| 11 novembre 1984 8ª giornata | Sanremese | 1 – 1 | Rondinella |  |

| 18 novembre 1984 9ª giornata | Rondinella | 0 – 1 | Modena |  |

| 25 novembre 1984 10ª giornata | Legnano | 1 – 0 | Rondinella |  |

| 2 dicembre 1984 11ª giornata | Rondinella | 1 – 1 | Carrarese |  |

| 9 dicembre 1984 12ª giornata | Rondinella | 2 – 2 | Treviso |  |

| 16 dicembre 1984 13ª giornata | Ancona | 5 – 2 | Rondinella |  |

| 23 dicembre 1984 14ª giornata | Rondinella | 1 – 1 | Brescia |  |

| 6 gennaio 1985 15ª giornata | SPAL | 1 – 0 | Rondinella |  |

| 13 gennaio 1985 16ª giornata | Rondinella | 1 – 0 | Rimini |  |

| 20 gennaio 1985 17ª giornata | Pavia | 0 – 0 | Rondinella |  |

#### Girone di ritorno
| 3 febbraio 1985 18ª giornata | Rondinella | 0 – 0 | Asti TSC |  |

| 10 febbraio 1985 19ª giornata | Lanerossi Vicenza | 1 – 0 | Rondinella |  |

| 17 febbraio 1985 20ª giornata | Rondinella | 0 – 1 | Livorno |  |

| 24 febbraio 1985 21ª giornata | Reggiana | 1 – 1 | Rondinella |  |

| 3 marzo 1985 22ª giornata | Rondinella | 1 – 2 | Jesi |  |

| 10 marzo 1985 23ª giornata | Rondinella | 2 – 1 | Pistoiese |  |

| 17 marzo 1985 24ª giornata | Piacenza | 2 – 0 | Rondinella |  |

| 24 marzo 1985 25ª giornata | Rondinella | 5 – 2 | Sanremese |  |

| 6 aprile 1985 26ª giornata | Modena | 2 – 0 | Rondinella |  |

| 14 aprile 1985 27ª giornata | Rondinella | 2 – 1 | Legnano |  |

| 21 aprile 1985 28ª giornata | Carrarese | 2 – 1 | Rondinella |  |

| 5 maggio 1985 29ª giornata | Treviso | 0 – 2 | Rondinella |  |

| 12 maggio 1985 30ª giornata | Rondinella | 2 – 1 | Ancona |  |

| 19 maggio 1985 31ª giornata | Brescia | 3 – 1 | Rondinella |  |

| 26 maggio 1985 32ª giornata | Rondinella | 3 – 2 | SPAL |  |

| 2 giugno 1985 33ª giornata | Rimini | 1 – 1 | Rondinella |  |

| 9 giugno 1985 34ª giornata | Rondinella | 2 – 1 | Pavia |  |